# 노브레인
노브레인(No Brain, "怒 Brain")은 4인조로 구성된 대한민국의 록 밴드이다. 보컬은 이성우, 기타는 정민준, 드럼은 황현성, 베이스는 정우용이 맡고 있다.
대한민국 펑크 특유의 사운드로 2000년을 전후로 ‘조선펑크’의 무한한 가능성을 시사했으며, 기존 펑크의 에센스를 수호했다는 점에서 높게 평가받고 있는 밴드였으나, 기타와 보컬을 맡고 있던 차승우가 탈퇴함으로써 노브레인의 멜로디는 대중성을 가미한 또다른 국면을 맞이하게 되었다. 차승우의 탈퇴 이후로는 본연의 펑크 정신을 살리기보다는 대중과의 접촉을 시도하며 인디씬의 펑크 사운드를 새롭게 개편시켜 음악인들의 이목을 집중시키기도 하였다. 가장 최근 음반은 2013년에 발표한 싱글 (병풍탈출 프로젝트) [소주 한 잔]이다.

## 구성원
- 이성우 (일명:불대갈 (Buldaegal), 1976년 12월 8일생) - 리드 보컬
- 정우용 (일명:뽀글 (BBogle), 1982년 3월 2일생) - 베이스 (2007년 ~ )
- 황현성 (일명:흉가 (凶佳), 1978년 6월 20일생) - 드럼

### 이전 구성원
- 차승우 (일명:차차 (chacha), 1978년 7월 27일생) - 서브보컬, 기타 (1996년 ~ 2002년)
- 정재환(일명:쟈니 (Jany), 1978년 8월 1일생) - 베이스 (1996년 ~ 2000년, 2003년 ~ 2007년)
- 김정준 - 베이스 (2000년 ~ 2001년)
- 박진 (1978년생) - 세컨드기타 (1996년 ~ 1997년)
- 김민섭 (1984년 4월 9일생) - 기타 (2003년)
- 정민준 (일명:보보 (vovo), 1980년 4월 19일생) - 기타 (2004년 ~ 2025년)

## 역사
- 고교시절에 차승우(보컬, 기타), 정재환(베이스), 황현성(드럼)은 크라이 베이비(Cry Baby)[1]라는 밴드를 결성.
- 1996년 10월 라이브클럽 드럭에서 크라잉넛공연에 우정출연하던 보컬리스트 이성우를 영입하여 4인조 체제의 노브레인이 탄생.
- 1998년까지 라이브클럽 드럭에서 활발한 활동을 보인다. 그 도중 1997년 일본에서 발매된 펑크 컴필레이션 앨범 《Here We Stand》 제작에 참여하기도 했다.
- 1998년 드럭자체제작의 스플릿 앨범《Our Nation 2》를 발매한다. 이 앨범은 위퍼도 참여했다.
- Our Nation 2에 수록된〈바다사나이〉의 뮤직비디오를 발표하였고 〈바다사나이〉는 인디 밴드로는 첫 가요 순위차트에 진입하였다.
- 1998년 드럭에서 독립한 뒤, 독립 레이블 ‘문화사기단’을 설립.
- 팀의 핵심 멤버 차승우가 1998년 11월 군에 입대했다.
- 1999년 싱글 앨범 〈청춘구십팔〉을 발매했다. 그 후 청춘구십팔 뮤직비디오를 발표하였고 m.net '99 영상음악대상 인디 부문을 수상하였다.
- 차승우의 군입대로 인해 잠시 활동을 중지하고 보컬 이성우와 베이스 정재환은 시드 출신의 드러머 박재륜을 영입하여 프로젝트 그룹 리얼쌍놈스를 결성하게 된다.
- 2000년 베이스였던 정재환이 군입대를 하였고 차승우가 복귀하게 되었다.[2]
- 2000년 쿠조엔터테인먼트(Cujo Entertainment)와 전속계약 및 문화사기단 공식 홈페이지 오픈.
- 그 후 곡작업에 돌입, 2000년 1집 앨범인《怒》[3]를 발매, 대한민국 펑크의 방향을 제시하는 동시의 기존 펑크의 모범적인 현대적 계승이라는 기준에 부합한 '명반'이라고 불린다. 실제로 이 1집 앨범은 한국대중음악 100대 명반 26위에 랭크되어있다.
- 2001년에는 《Viva NoBrain》을 발매, 노브레인의 확고한 음악적 신념을 굳히게 되었다.
- 2002년 기타리스트 차승우는 음악적 견해차이로 인해 팀을 탈퇴한다.
- 2003년 3집 《안녕, Mary Poppins》를 발매
- 2003년 김민섭을 새로운 기타리스트로 영입하고 활동하였으나 또다시 이별을 맞이하였고 그 후에 삼청교육대의 기타리스트 정민준을 기타리스트로 영입하게 된다.
- 2005년 4집 《Boys, Be Ambitious》를 발매
- 2007년 5집 《그것이 젊음》을 발매하였다.
- 노브레인의 히트곡 〈리틀베이비〉(Little Baby)가 K리그 수원 블루윙즈의 서포터즈 그랑블루 응원가로 사용된 것을 인연으로 하여, 경기시 축하공연을 갖기도 하고 "승리를 향해", "수원의 푸른 물결이여" 등 응원가를 헌정하는 등 여러 차례 애정을 표시한 바 있다.[4]
- 2010년에는 K리그 헌정앨범인 Into the K-League앨범에 참여하였다.

## 음반 목록

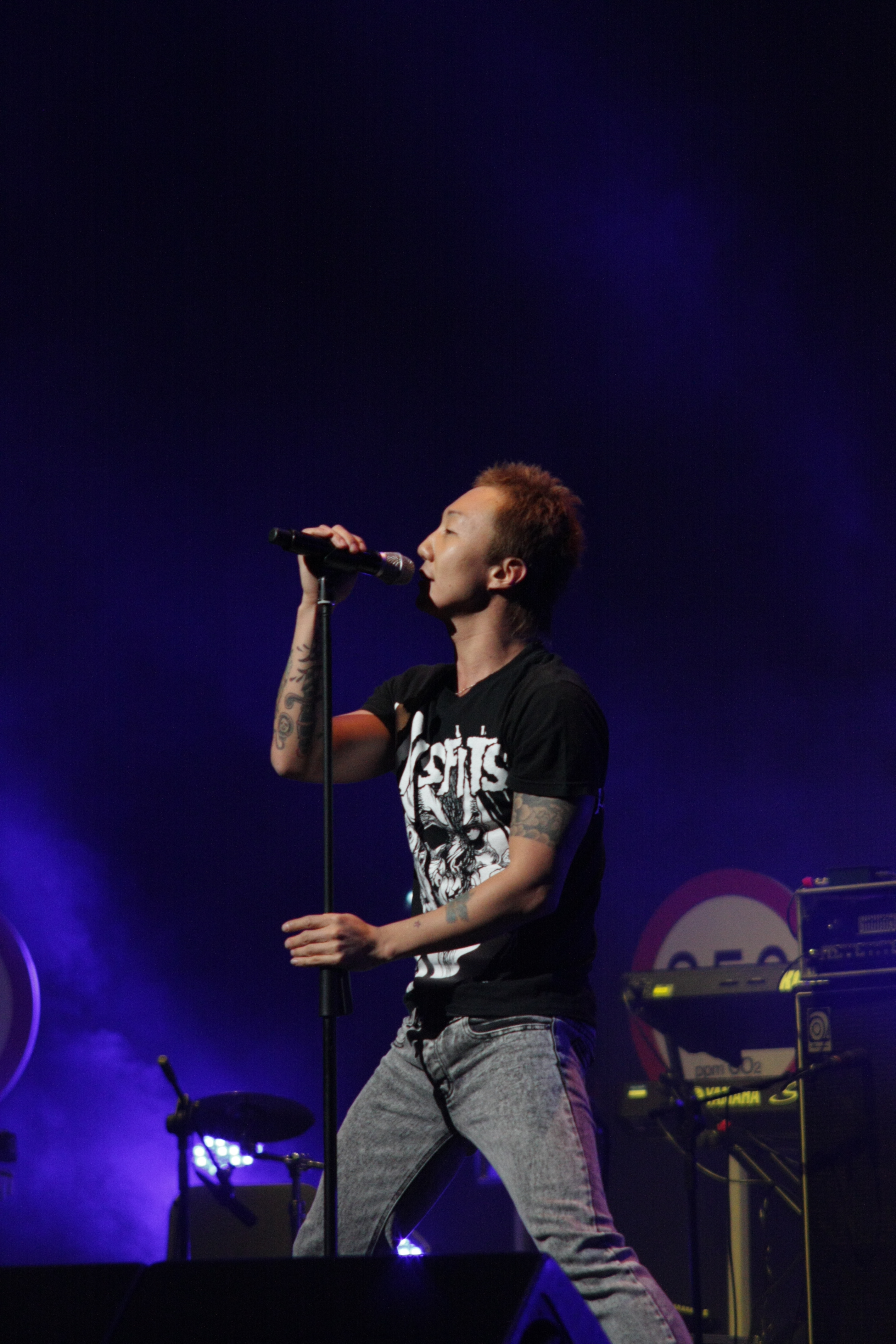
노브레인의 보컬 이성우.

### 정규 앨범
- 怒 (2000년)
- Viva NoBrain (2001년)
- 안녕, Mary Poppins (2003년)
- Boys, Be Ambitious (2005년)
- 그것이 젊음 (2007년)
- High Tension (2011년)
- BRAINLESS (2016년)
- 직진 (2019년)

### 싱글
- 청춘구십팔 (1999년)
- 뉴 슛돌이[5] (2006년)
- 소리쳐라, 대한민국! (2009년)
- Dragon Fighter (2009년)
- We Wish You a Merry Christmas (2009년)
- 대한의 전사들이여 (2010년)
- 소주 한 잔 (2013년 2월 1일)

### EP
- 청춘구십팔 Remaster (2002년)
- Stand Up Again (2009년)
- Absolutely Summer (2009년)

### 컴필레이션 앨범
- Our Nation 2 (1997년)
- 21.4 Stars (2002년)

### 헌정 앨범
- Smells Like Nirvana (1997년) - 6. Lithium
- Never Mind The Sex Pistols, Here's The No Brain (2001년)
- The Blue Hearts Super Tribute - 10. 君のため (2003년 4월 2일)
- Into the K-League (2010년) : 1. Here is the glory / 2. We are the one

### 참여 앨범
- Here We Stand (1997년) - 경찰이면 다냐 / 아주 쾌활한
- 3000 Punk (펑크대잔치 2집) (1999년) - 14. 98'서울 / 15. 정렬의 Punk Rider
- Christmas Punk CD #1 (2000년) - 2. 기쁘다 구주 오셨네
- 문화사기단 Sampler Vol.1 2000.07~2001.04 (2001년) - 14. 청춘은 불꽃이어라
- 2001 Ssamzie Sound Festival (2001년) - Disc2-10. Sound Check + 청년폭도맹진가
- Christmas Punk CD #2 (2001년) - 10. Jingle Bell Rock
- 문화사기단 합동음반 제1호 (2002년) - 13. 얼룩진 깃발
- 2002 붉은악마 공식앨범 꿈★은 이루어진다 (2002년) - 7. 진군가
- 다시 부르는 노래 (2005년) - 5. 앞으로 행진곡
- 빛 (2007년) - 1. 빛 (최불암, 양희은, 김장훈, 김종서, JK 김동욱, 임정희, Big Mama, No Brain, 슈퍼주니어, 소녀시대, 데프콘, Crown J)
- 김종서 - remake 명작: 데뷔 20주년 기념앨범 (2007년) - Disc2-1. 세상밖으로
- 빅뱅 - Stand Up (2008년) : 1. Oh My Friend (featuring 노브레인)
- 럭스 - The Eternal Kids (2009년) : 12. 無故 (Featuring : 불대갈/No Brain . 차차 /문샤이너스)
- MBC 음악여행 라라라 Live Vol.11 (2010년) - 1. 빙글 빙글 (카라, 노브레인)
- Found Tracks Vol. 16 (2011년) - 7. We Wish U A Merry Christmas
- Roxta Muzik X-Mas Present (2011년, 노브레인 X 고고스타)
- 윤일상 - 21주년 기념 앨범 I'm 21 (2012년) : 4. 뻐꾸기 둥지 위로 날아간 새
- 크라잉넛 X 노브레인 스플릿 앨범 - 96 (2014)

### 사운드트랙
- 하면된다 O.S.T (2000년) - 4. 개가 개를 먹는 도다
- 라디오 스타 O.S.T (2006년) - 1. 비와 당신 / 2. 넌 내게 반했어 (Movie Ver.) / 3. 아름다운 강산 / 4. 넌 내게 반했어 (Original Ver.)
- SBS 브리스톨탐험대 O.S.T (2008년) - 2. 닻을 올려라
- 쾌도 홍길동 O.S.T (2008년) - 1. 나는 재수가 좋아
- 친구, 우리들의 전설 OST (2009년) - 6. RUN
- 영광의 재인 OST (2011년) - 5. My Love

## 영화
- 라디오 스타 (2006년) - 이스트리버 역
- 마강호텔 (2007년) - 음악부문
- 즐거운 인생 (2007년) - 홍대밴드 역 (우정출연)
- 반가운 살인자 (2010년) - 음악부문
- 뮤직 앤 리얼리티 (2020년)

## 드라마
- 친구, 우리들의 전설 (2009년, MBC) - 주제가

## 수상 경력
- 2009년 제2회 홍대앞 문화예술상 시상식 대한민국라이브페스티벌상
- 2008년 제5회 한국대중음악상 올해의 영화 드라마 음악상
- 2007년 제4회 한국대중음악상 그룹 부문 올해의 가수상
- 2006년 제2회 대한민국 대학영화제 특별상
- 1999년 Mnet 영상음악대상 인디부문 대상 (〈청춘 98〉)

## 사진

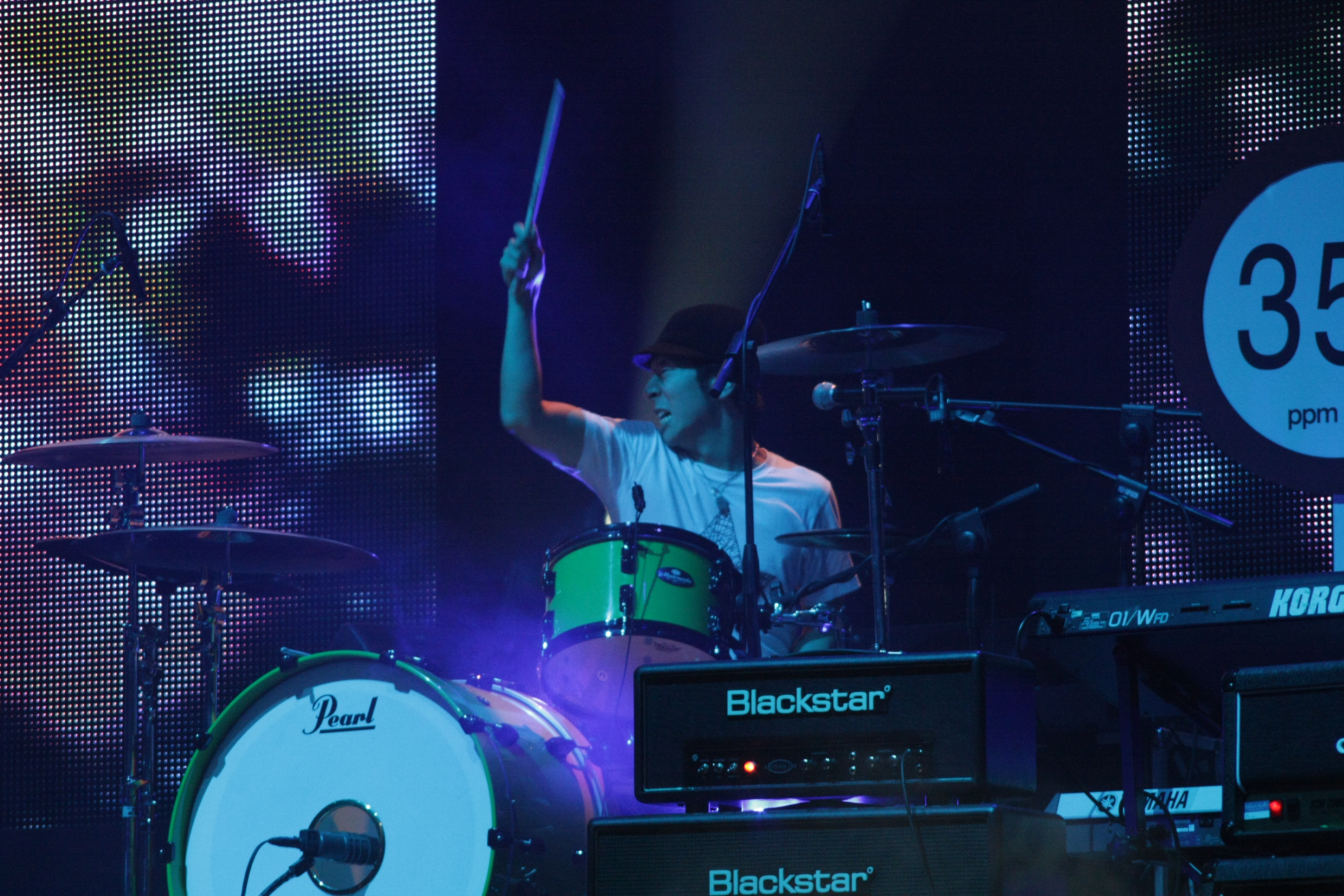
드러머 김민준
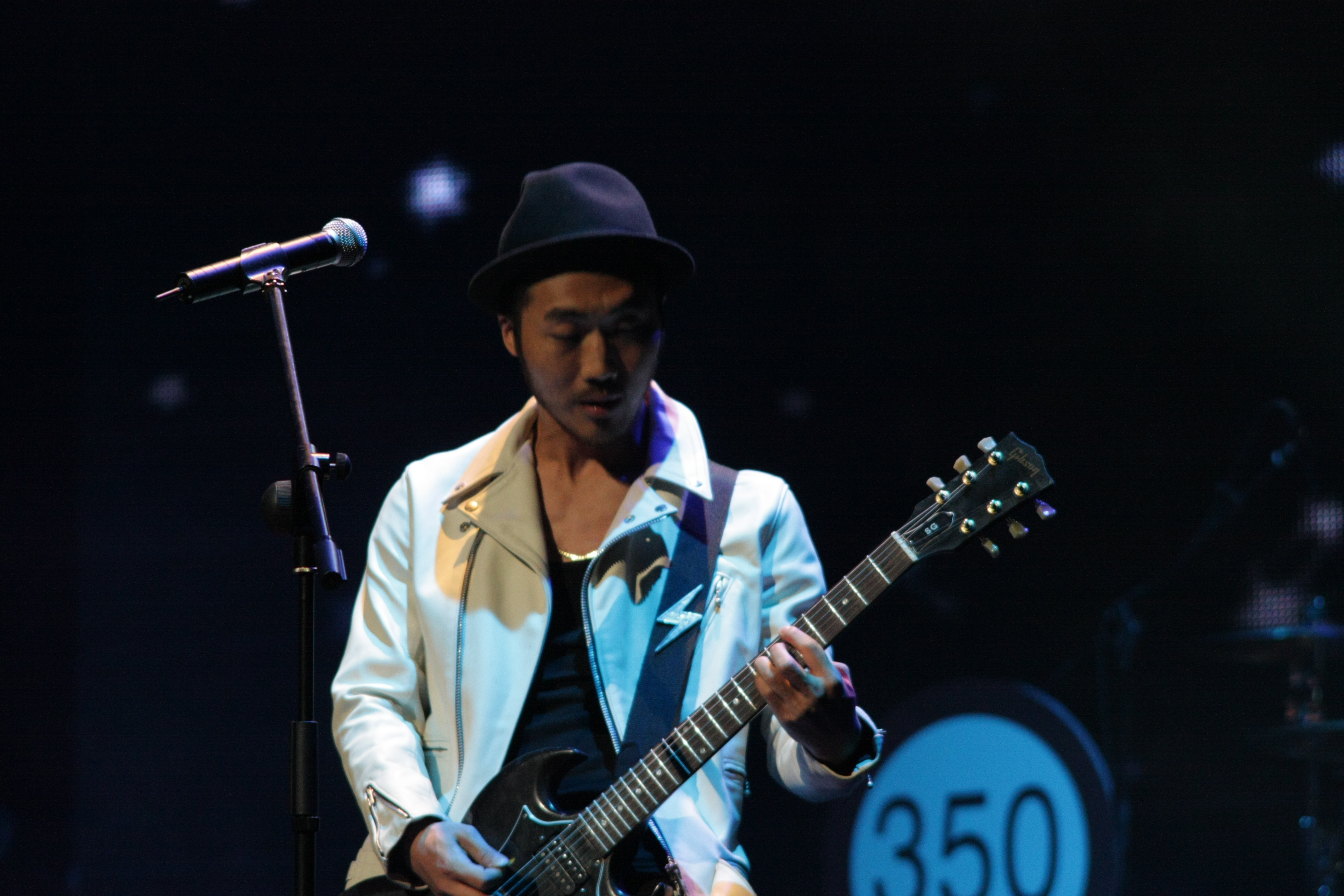
기타리스트 구태양